# Чапская, Мария
Мария Гуттен-Чапская (пол. Maria Czapska; 6 февраля 1894, Прага, Австро-Венгрия — 11 июня 1981, Мезон-Лаффит) — польский историк, литератор. Доктор философии (1928).
Происходит из рода Чапских, дочь графа Ежи Эмериковича Гутен Чапского (1861—1930) и его жены графини Юзефы-Леопольдины фон Тун-Гогенштейн (1867—1903).
Училась в Варшавском и краковском Ягеллонском университетах. После Второй мировой войны осела в Париже. Изучала историю Реформации в Речи Посполитой, литературу периода романтизма. Автор книги «Людвика Снядецкая» (1938, 2-е изд. 1958). В книге «Европа в семье» (1970, 2-е изд. 1989) дала много сведений из жизни Эмерика Чапского, детально описала поместье Станьково. Издала антологию «Поляки в СССР, 1939—1942» (1963).